# Danio albolineatus
Danio albolineatus és una espècie de peix d'aigua dolça de la família dels ciprínids i de l'ordre dels cipriniformes. Va ser descrit per primera vegada com a Nuria albolineata per Edward Blyth el 1860. Poden assolir els 6,5 cm de longitud total.
Es troba des de Myanmar fins a Laos i Indonèsia (Sumatra). També és present a les conques dels rius Irrawaddy i Mekong.